# Xavier Lapeyre
Xavier Lapeyre (ur. 13 kwietnia 1942 roku w Tuluzie) – francuski kierowca wyścigowy.

## Kariera
Lapeyre rozpoczął karierę w międzynarodowych wyścigach samochodowych w 1975 roku od startów w Europejskiej Formule 2, gdzie jednak nie zdobywał punktów. Cztery lata później był wicemistrzem tej serii. W późniejszych latach Francuz pojawiał się także w stawce 24-godzinnego wyścigu Le Mans, French Touring Car Championship, World Challenge for Endurance Drivers, World Championship for Drivers and Makes, FIA World Endurance Championship, Porsche 944 Turbo Cup France, World Touring Car Championship, French Supertouring Championship oraz Francuskiego Pucharu Porsche Carrera.